# Дембно-Крулевське
Дембно-Крулевське (пол. Dębno Królewskie, нім. Königseichen) — село в Польщі, у гміні Баб'як Кольського повіту Великопольського воєводства.
Населення — 227 осіб (2011).
У 1975-1998 роках село належало до Конінського воєводства.

## Демографія
Демографічна структура станом на 31 березня 2011 року:
|          | Загалом | Допрацездатний вік | Працездатний вік | Постпрацездатний вік |
| -------- | ------- | ------------------ | ---------------- | -------------------- |
| Чоловіки | 111     | 24                 | 78               | 9                    |
| Жінки    | 116     | 15                 | 77               | 24                   |
| Разом    | 227     | 39                 | 155              | 33                   |